# Warwick (Quebec)
Warwick é uma pequena cidade a nordeste da Grande Montreal, na província de Quebec no Canadá.